# Lunds tekniska högskola

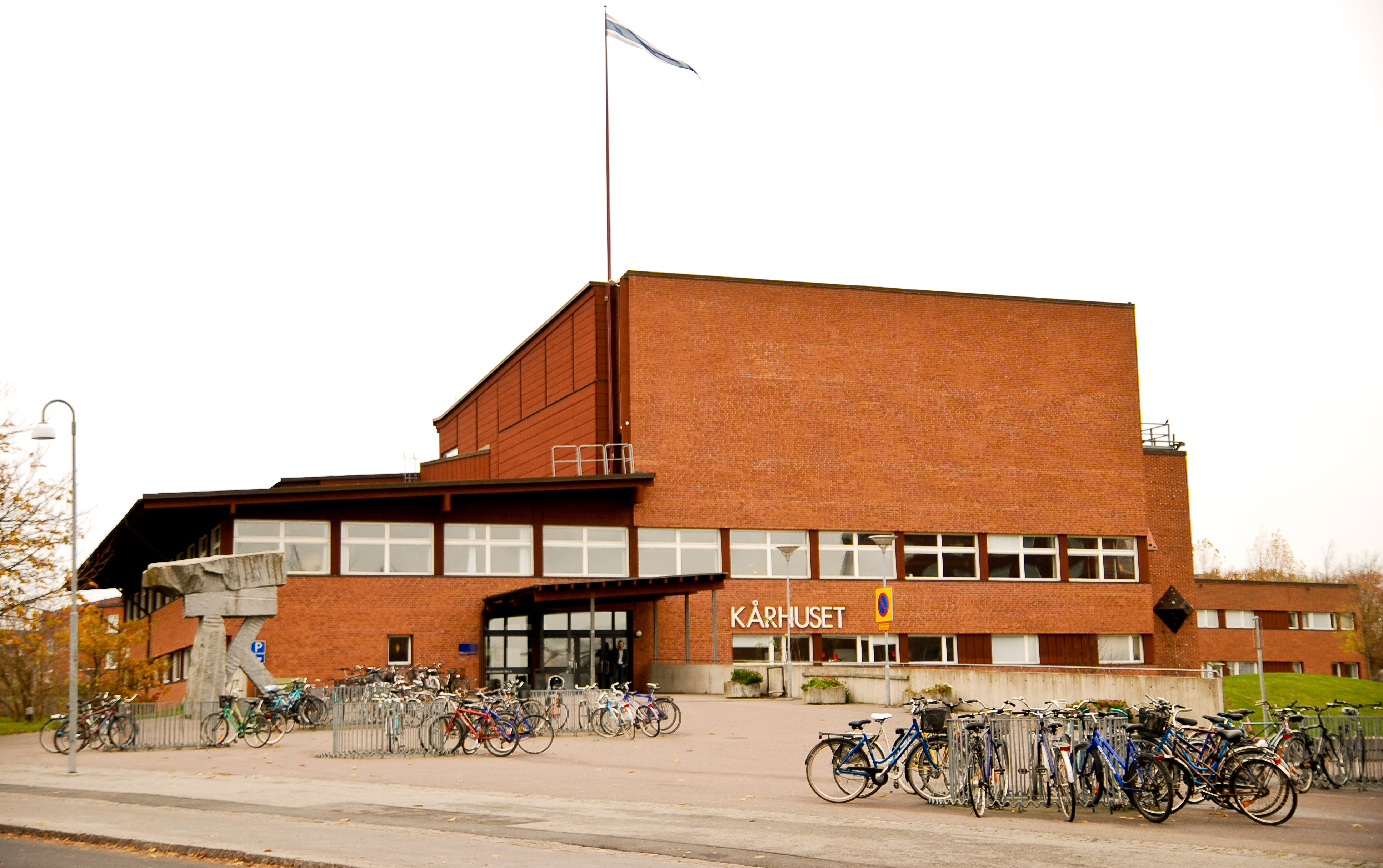
Kårhuset vid LTH.

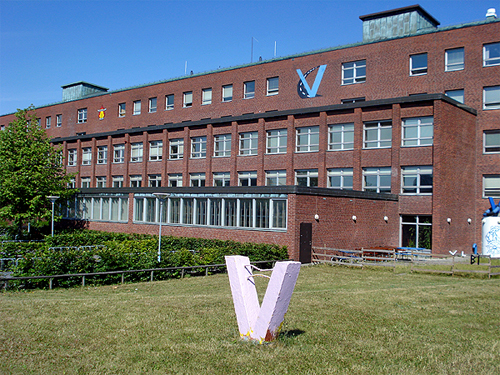
V-huset.

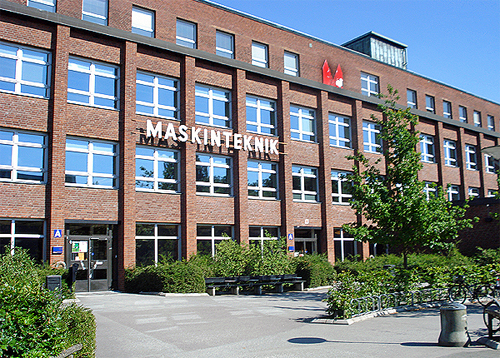
M-huset.

Lunds tekniska högskola (LTH) är en teknisk fakultet vid Lunds universitet med egen rektor. LTH har (2022) cirka 1 500 anställda och närmare 10 000 studenter, varav cirka 650 examineras årligen. Vid LTH finns för tillfället 16 civilingenjörsprogram, 5 högskoleingenjörsprogram och 19 internationella mastersprogram. Inom LTH utbildas civilingenjörer, högskoleingenjörer, brandingenjörer, arkitekter, industridesigners och teknologie doktorer. LTH:s högskoleingenjörsutbildningar sker på Campus Helsingborg. Inom LTH finns också en unik utbildning i riskhantering samt yrkesteknisk utbildning i livsmedelsteknik. LTH ansvarar sedan år 2010 även för kandidatprogrammet för trafikflygare. Civilingenjörsutbildningarna förändrades hösten 2007 som ett steg i Bolognaprocessen och är sedermera 5 år långa, motsvarande 300 högskolepoäng.

## Historia
Lunds tekniska högskola, LTH, grundades 1961 och inlemmades 1969 som en del av Lunds universitet. Högskolan bestod ursprungligen av sex sektioner, Teknisk Fysik, Maskinteknik, Elektroteknik, Väg- och Vattenbyggnadsteknik, Kemiteknik samt Arkitektur. Utbildningsutbudet har efterhand utvecklats och innefattar numera såväl Datateknik och Bioteknik som Brandteknik, Ekosystemteknik, Industriell Ekonomi och Industridesign. LTH finns på ett eget campus där de flesta byggnaderna ritats av Klas Anshelm. Sedan 1995 bedriver LTH dessutom högskoleingenjörsutbildningar inom Byggteknik och Data/Elektroteknik vid Campus Helsingborg. Dekanen för LTH bär sedan 1990 titeln rektor. Innehavare av denna post har varit Bertil Törnell (1990–1993), Sven Lindblad (1993–1996), Thomas Johannesson (1996–2001), Gunilla Jönson (2002–2007), Anders Axelsson (2008–2014), Viktor Öwall (2015–2020) och Annika Olsson (2021– ).

### Lunds första kvinnliga professor

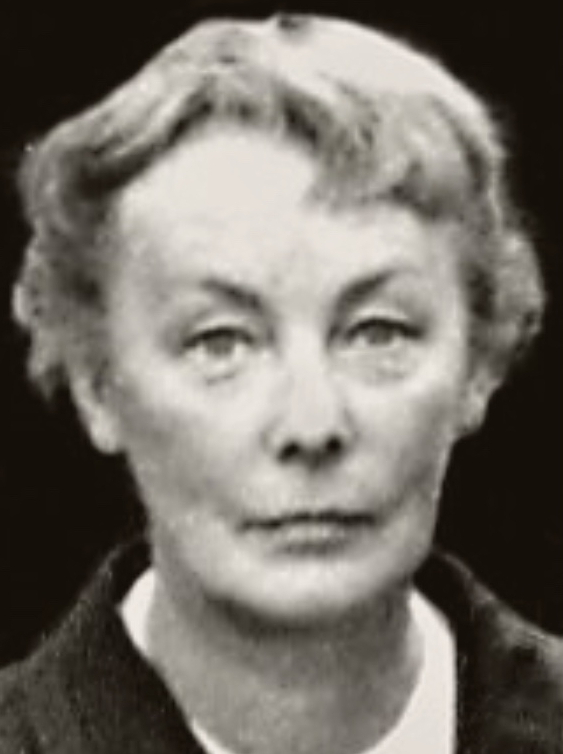
Carin Boalt

Lunds första kvinnliga professor, Carin Boalt, var professor i byggnadsfunktionslära vid LTH och blev 1964 också den första kvinnliga professorn vid en svensk teknisk högskola. Vid LTH:s formella installation den 28 oktober 1965 installerades Carin Boalt bland de första 28 professorerna på LTH . Även om Carin Boalt var den första kvinnan som blev professor i Lund, så var hon tekniskt sett inte först på Lunds universitet eftersom LTH ännu var en självständig teknisk högskola. 

## Byggnader

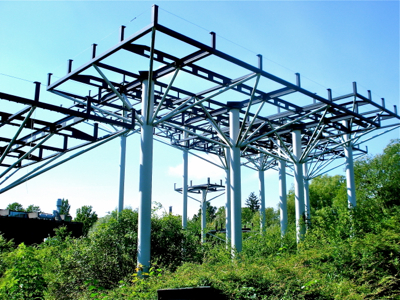
Fontänen vid LTH av Klas Anshelm och Arne Jones

Tekniska högskolan i Lund var den första större högskola i Sverige för vilken samtliga byggnader planeras och byggs i ett sammanhang. Projektet var mycket tidspressat och uppgiften att leda arbetet föll på arkitekten Klas Anshelm, som tidigare uppvisat en förmåga till produktionsanpassade arbetsmetoder. Den nya högskolan skulle uppföras i stadens östra del som då var jordbrukslandskap. De sex institutionsbyggnaderna som uppfördes går i rött tegel och omges av grönområden. Byggnaderna utmärks genom sina främre höga delar. För området skapade Anshelm även den så kallade LTH-fontänen tillsammans med Arne Jones som var tänkt att fungera som ett vattenfall och binda samman de två dammarna på området. På grund av tekniska problem är den inte i bruk, eftersom glaskaren inte klarade belastningen. Anshelm var under samma period även arkitekt för delar av Chalmers tekniska högskolas nya moderna byggnader (1960–1974). 

## Utbildningar

### Arkitektutbildning (300 hp/5 år)
- Arkitektur

### Civilingenjörsprogram(300 hp/5 år)
- Bioteknik
- Brandteknik
- Datateknik
- Ekosystemteknik
- Elektroteknik
- Industriell ekonomi
- Informations- och kommunikationsteknik
- Kemiteknik
- Lantmäteri
- Maskinteknik
- Maskinteknik med teknisk design
- Medicin och teknik
- Risk, säkerhet och krishantering
- Teknisk fysik
- Teknisk matematik
- Teknisk nanovetenskap
- Väg- och vattenbyggnad

### Högskoleingenjörsprogram(180 hp/3 år)
Samtliga högskoleingenjörsutbildningar lärs ut på Campus Helsingborg.
- Byggteknik med arkitektur
- Byggteknik – Järnvägsteknik
- Byggteknik – Väg- och trafikteknik
- Datateknik
- Elektroteknik med automationsteknik

### Riskhantering (120 hp/2 år)
Efter två och ett halvt år på valfritt civilingenjörsprogram eller brandingenjörsprogrammet vid LTH kan man välja att läsa avslutande delen på riskhanteringsprogrammet.

### Kandidatprogram (180 hp/3 år)
- Trafikflygare

- Industridesign
- Livsmedelsteknik

### Teknisk basutbildning (1 år)
- Tekniskt basår

### Masterprogram (120 hp/2 år)
- Arkitektur
- Bioteknik
- Digital arkitektur och framtidsutveckling
- Energi- och miljöeffektiva byggnader
- Fotonik
- Hållbar energiteknik
- Hållbar stadsgestaltning
- Industridesign
- Katastrofriskhantering och klimatanpassning
- Livsmedelsteknik och nutrition
- Logistik och styrning av försörjningskedjor
- Läkemedelsteknologi: Forskning, utveckling och produktion
- Maskininlärning, system och reglerteknik
- Nanovetenskap
- Produktrealisering
- System på chips
- Trådlös kommunikation
- Vattenresurshantering
- Virtuell verklighet och förstärkt verklighet

#### Erasmus + samarbeten
- Acceleratorer och lasrar i stor skala
- Brandsäkerhetsteknik
- Livsmedelsinnovation och produktdesign

#### Gemensam internationell mastersutbildning (joint degree)
EIT Master i livsmedelssystem

## Kår
Studentkår för Lunds tekniska högskola är sedan 1984 Teknologkåren vid Lunds tekniska högskola. 1994 byggdes Kårhuset där kåren har merparten av sin verksamhet.
Sektioner i kronologisk ordning efter då programmet startade
- F – Sektionen för teknisk fysik, teknisk matematik och teknisk nanovetenskap
- E – Sektionen för elektroteknik och medicin och teknik
- M – Sektionen för maskinteknik och teknisk design
- V – Sektionen för brandingenjör, lantmäteri, riskhantering och väg- och vattenbyggnadsteknik
- A – Sektionen för arkitektur och industridesign
- K – Sektionen för kemiteknik och bioteknik
- D – Sektionen för datateknik och informations- och kommunikationsteknik
- Dokt – Sektionen för doktorander, forskarutbildning
- Ing – Sektionen för högskoleingenjörsutbildningar och tekniskt basår. Helsingborg
- W – Sektionen för ekosystemteknik och risk, säkerhet och krishantering
- I – Sektionen för industriell ekonomi

## Avknoppade företag
Här är några av de företag som startats baserade på forskning vid högskolan. Flera av dem håller till i den närliggande forskningsbyn Ideon. 
- Acconeer AB
- Bioinvent
- Cognimatics
- Decuma
- glo AB
- Hövding
- NEMS
- Immunovia
- Obducat
- Polar Rose
- Prefood
- Qlucore
- QuNano
- Sol Voltaics

## Rankning
Lunds Universitet rankades på 129e plats i världen och på tredje plats i Sverige (efter KTH och Chalmers) inom "Engineering & Technology" på QS World University Rankings (2023).